# 生活情報クイズ 知って得Q便!
『生活情報クイズ 知って得Q便!』（せいかつじょうほうクイズ しってとっきゅうびん）は、1990年10月6日から1992年9月26日まで中京テレビで放送されていたクイズ番組・教養番組である。TOKAIグループの単独提供。放送時間は毎週土曜 10:00 - 10:30 （日本標準時）。

## 概要
毎回東海3県各地の名物や名所などを題材にしたクイズを出題し、それらを通じて視聴者にローカルタウン情報を提供していた番組である。司会は、落語家の春風亭昇太と中京テレビアナウンサーの恩田千佐子が担当。
毎回一般からの参加者2人×2組がクイズに挑戦していた視聴者参加型番組で、彼らがゲストの芸能人コンビのどちらかと3人1組のチームを組んで行う対抗戦が主だった。番組がスタートすると、スタジオセットのモニターに東海3県各地からのクイズを出題するパネル7枚が映し出された。その中から任意で1枚を選択すると、そのパネルにはVTRの収録に協力してくれた地域住民が映し出され、彼らからクイズが出題された。各チームはそれに答え、持ち点を稼いでいくというルールで競いあった。ただし、7枚のうちの2枚は「あたり」パネル1枚と「はずれ」パネル1枚で、これらを引き当てたチームはパネルに映っている人物の発言内容によって強制的に持ち点を増減させられた。7枚全てをめくり終えたところでクイズは終了し、その時点での持ち点が高かったチームが勝者に認定された。なお、パネルの構成は縦3枚×横3枚の計9枚だったが、うち2枚はクイズを行っている最中には非表示になっていた。
先のクイズで勝利を収めたチームには、改めてモニターに表示されるパネル9枚の中から様々な賞品が当たるパネル2枚を引き当てる神経衰弱ゲームに挑戦する権利が与えられた。パネル9枚の内訳は、グアムペア旅行や日用品などが当たるパネルが2枚×3組で、残りの3枚は全て10万円分の商品券が当たるパネルだった。チャンスは1回きりで、同じ賞品のパネルを引き当てられなかった場合には賞品獲得に失敗という形にされた。

## 出演者

### 司会
- 春風亭昇太
- 恩田千佐子（中京テレビアナウンサー）

### 解答者
- コンビの芸能人 - 宮川大助・花子、太平サブロー・シローなどが出演。
- 一般の解答者2人×2組